# Carnevals-Botschafter
Carnevals-Botschafter, op. 270, är en vals av Johann Strauss den yngre. Den spelades första gången den 22 november 1862 (eventuellt redan den 11 november) i danslokalen Zum Sperl i Wien. 

## Historia
Sommaren 1862 levererade Johann Strauss inte något nytt verk till sin förläggare Carl Haslinger. Han lände sig sjuk och insisterade på att en av hans bröder skulle resa till Ryssland och ersätta honom mitt i konsertsäsongen i Pavlovsk utanför Sankt Petersburg. Hans mor Anna sände Josef Strauss och denne anlände till Pavlovsk i slutet av juli. Johann lämnade snabbt Ryssland och for hem till Wien för att gifta sig med sångerskan Jetty Treffz den 27 augusti. Josef påstod att Johann bara hade simulerat sjukdom men allt tyder på att de många uppdragen som kompositör och dirigent hade haft en allvarlig inverkan på Johanns mentala och fysiska hälsa. Hans nyblivna hustru fick börja med att agera sjuksköterska åt sin make under smekmånaden i Venedig. Hon var fast besluten att han skulle få tillfälle att vila upp sig och återhämta krafterna. I och med sitt äktenskap började en ny konstnärlig fas i Strauss liv. Hans hustru uppmanade honom att minska sina dirigentuppgifter och koncentrera sig på komponerandet. Hon var även ansvarig för att han började komponera operetter.
Efter smekmånaden återupptog Johann sitt arbeta. Det goda humöret hade återvänt och hans nyfunna lycka inspirerade honom till att komponera valsen Carnevals-Botschafter. Det är möjligt att valsen framfördes med anledning av 50-årsjubiléet av Gesellschaft der Musikfreunde den 11 november 1862. Det första dokumenterade framförandet ägde dock rum den 22 november i Zum Sperl.

## Om valsen
Speltiden är ca 9 minuter och 55 sekunder plus minus några sekunder beroende på dirigentens musikaliska tolkning.

## Weblänkar
- Carnevals-Botschafter i Naxos-utgåvan.